# (27478) Kevinbloh
(27478) Kevinbloh est un astéroïde de la ceinture principale d'astéroïdes.

## Description
(27478) Kevinbloh est un astéroïde de la ceinture principale d'astéroïdes. Il fut découvert le 4 avril 2000 à Socorro (Nouveau-Mexique) par le projet LINEAR. Il présente une orbite caractérisée par un demi-grand axe de 2,52 UA, une excentricité de 0,02 et une inclinaison de 4,9° par rapport à l'écliptique.

## Compléments